# Föderaler Dienst für die Aufsicht im Bereich Verbraucherschutz und Schutz des menschlichen Wohlergehens
Der Föderale Dienst für die Aufsicht im Bereich Verbraucherschutz und Schutz des menschlichen Wohlergehens (russisch Федеральная служба по надзору в сфере защиты прав потребителей и благополучия человека, kurz Роспотребнадзор/Rospotrebnadsor) ist die russische Aufsichtsbehörde für Konsumentenschutz und Gesundheitsschutz.
Die Behörde wurde im Jahr 2004 gegründet. Sie unterstand bis 2012 dem Gesundheitsministerium und seither direkt der Regierung der Russischen Föderation. Rospotrebnadsor hat landesweit rund 110.000 Mitarbeiter.

## Leiter von Rospotrebnadsor
- Gennadi Onischtschenko (12. März 2004 bis 23. Oktober 2013)
- Anna Popowa (seit 23. Oktober 2013)